# Trofeo Laigueglia 2015
Il Trofeo Laigueglia 2015, cinquantaduesima edizione della corsa e valevole come prova dell'UCI Europe Tour 2015, categoria 1.HC, si svolse il 19 febbraio 2015 su un percorso di 191,8 km. 
È stata vinta dall'italiano Davide Cimolai che ha concluso la corsa in 4h53'47".
La corsa è stata portata a termine da 121 ciclisti.

## Squadre e corridori partecipanti
| N.    | Cod. | Squadra                     |
| ----- | ---- | --------------------------- |
| 1-8   | LAM  | Lampre-Merida               |
| 11-18 | BMC  | BMC Racing Team             |
| 21-28 | TCG  | Team Cannondale-Garmin      |
| 31-38 | KAT  | Team Katusha                |
| 41-48 | ALM  | AG2R La Mondiale            |
| 51-58 | AND  | Androni Giocattoli-Sidermec |
| 61-67 | BAR  | Bardiani-CSF                |
| 71-78 | BSE  | Bretagne-Séché              |
| 81-88 | CLT  | Cult Energy Pro Cycling     |
| 91-98 | COL  | Colombia                    |

| N.      | Cod. | Squadra                    |
| ------- | ---- | -------------------------- |
| 101-108 | ITA  | Selezione italiana         |
| 111-118 | TNN  | Team Novo Nordisk          |
| 121-128 | NIP  | Nippo-Vini Fantini         |
| 131-138 | STH  | Southeast Pro Cycling Team |
| 141-148 | EUC  | Team Europcar              |
| 151-158 | IDE  | Team Idea 2010 ASD         |
| 161-168 | VHS  | MG.Kvis Vega               |
| 171-178 | UNI  | Unieuro-Wilier             |
| 181-188 | GMC  | GM Cycling Team            |
| 191-198 | AZT  | D'Amico-Bottecchia         |

## Ordine d'arrivo (Top 10)
| Pos. | Corridore         | Squadra      | Tempo    |
| ---- | ----------------- | ------------ | -------- |
| 1    | Davide Cimolai    | Lampre       | 4h53'47" |
| 2    | Francesco Gavazzi | Southeast    | s.t.     |
| 3    | Aleksej Catevič   | Katusha      | s.t.     |
| 4    | Matteo Montaguti  | AG2R La M.   | s.t.     |
| 5    | Fabio Felline     | Italia       | s.t.     |
| 6    | Angélo Tulik      | Europcar     | s.t.     |
| 7    | Brent Bookwalter  | BMC Racing   | s.t.     |
| 8    | Rasmus Guldhammer | Cult Energy  | s.t.     |
| 9    | Simone Petilli    | Unieuro      | s.t.     |
| 10   | Javier Mejías     | Novo Nordisk | s.t.     |